# Caliscelis berenice
Caliscelis berenice är en insektsart som beskrevs av Rauno E. Linnavuori 1973. Caliscelis berenice ingår i släktet Caliscelis och familjen Caliscelidae. Inga underarter finns listade i Catalogue of Life.